# Bad Dudes
Bad Dudes, in Japan DragonNinja; ドラゴンニンジャ genoemd, is een Computerspel dat in 1988 door Data East werd ontwikkeld en uitgegeven als arcadespel. Het spel is ook geporteerd naar verschillende populaire homecomputers uit die tijd. Het spel is een sidescrolling vechtspel en telt zes levels. Het doel van het spel is om president Ronnie te redden uit handen van een Ninjabende. Het spel is vergelijkbaar met Konami's Rush'n Attack uit 1985.

## Platforms
| Jaar | Platform                                                                            |
| ---- | ----------------------------------------------------------------------------------- |
| 1988 | Amiga, Amstrad CPC, Apple II, Arcade, Atari ST, Commodore 64, DOS, MSX, ZX Spectrum |
| 1989 | NES                                                                                 |
| 2010 | Zeebo                                                                               |

## Ontvangst
| Beoordeeld door                       | Platform     | Datum          | Score |
| ------------------------------------- | ------------ | -------------- | ----- |
| ACE (Advanced Computer Entertainment) | Commodore 64 | mei 1989       | 86%   |
| Game Freaks 365                       | NES          | 2005           | 76%   |
| Nintendo Power Magazine               | NES          | juli 1989      | 70%   |
| Power Play                            | Amstrad CPC  | maart 1989     | 66%   |
| Pixel-Heroes.de                       | Commodore 64 | augustus 2009  | 60%   |
| Pixel-Heroes.de                       | ZX Spectrum  | augustus 2009  | 60%   |
| Electronic Gaming Monthly (EGM)       | NES          | november 1989  | 50%   |
| Computer and Video Games (CVG)        | NES          | maart 1991     | 49%   |
| Power Play                            | Amiga        | augustus 1989  | 47%   |
| The Video Game Critic                 | NES          | 1 januari 2001 | 25%   |